# SAITO
SAITO（サイトー、1970年4月9日 - ）は、日本のプロレスラー。覆面レスラーとしてのリングネームはスペル・シーサー。本名：斉藤 義之（さいとう よしゆき）。

## 経歴
みちのくプロレスに入門するがデビュー前に退団してメキシコへ渡る。
1994年7月3日、メキシコで覆面レスラー「スペル・シーサー」としてデビュー。
1998年、闘龍門に入団。
1999年1月31日、闘龍門JAPAN後楽園ホール大会でSAITOとして素顔になって再デビュー。
2001年10月28日、闘龍門JAPANディファ有明大会で引退試合が行われた。引退後は闘龍門JAPANのインストラクターに転身。12月10日、闘龍門JAPAN駒沢オリンピック公園屋内球技場大会でSAITOの弟子を名乗るスペル・シーサーがデビューしているが、シーサーの声がSAITOに似ていることやSAITOの過去の活動歴から同一人物疑惑が絶えなかった。SAITOは疑惑を否定するために一夜限りの復帰を行ってシーサーと対戦したが、この時のシーサーは別人であったとも言われている。なお、DRAGONGATE（旧：闘龍門JAPAN）オフィシャルブックではシーサーの正体がSAITOであることを公表している。

## 得意技
ヨシタニック
ヨシ風車
SAITOスペシャル1号
SAITOスペシャル2号
SAITOスペシャル3号
SAITOスペシャル4号
SAITOスペシャル5号
SAITOスペシャル6号
SAITOスペシャル7号